# 塞庫鄉
44°29′N 23°18′E / 44.483°N 23.300°E
塞庫鄉（羅馬尼亞語：Comuna Secu, Dolj），是羅馬尼亞的鄉份，位於該國西南部，由多爾日縣負責管轄，面積28平方公里，海拔高度271米，2007年人口1,213，人口密度每平方公里44人。